# سيدني تايلور
سيدني تايلور (بالإنجليزية: Sydney Taylor)‏ هي كاتِبة أمريكية، ولدت في 30 أكتوبر 1904 في نيويورك في الولايات المتحدة، وتوفيت في 12 فبراير 1978.